# 罗红
罗红（1967年—），中国摄影家协会会员，中華人民共和國最大烘焙食品集团--好利来集团的创始人及总裁，第一位在联合国举办个人摄影展的中国摄影师。

## 生平
1967年出生于四川雅安，1995年在中国西部各省进行风光摄影创作。2001年，远赴非洲中南部拍摄野生动物，并已经连续43次去非洲，他拍摄的自然风光和野生动物系列作品被誉为“非洲大地的诗人”。

## 摄影展
2006年6月，在内罗毕联合国环境规划署总部举行摄影展。

2009年6月，在纽约联合国总部大楼参观大厅举办主题为“共同的命运——从非洲到北极的野生动物”摄影展。